# 岡田康彦
岡田 康彦（おかだ やすひこ、1943年6月1日 - ）は、日本の大蔵・環境官僚、弁護士。環境事務次官などを歴任した。

## 来歴
愛知県宝飯郡出身。愛知県立時習館高等学校、東京大学法学部卒業。大学在学中に国家公務員上級試験で1位を取り（長野庬士と同点）、司法試験にも合格する。1966年に大蔵省に入省する。配属先は大臣官房財務参事官付。同期には長野のほか、武藤敏郎（東京五輪・パラリン競技大会組織委員会事務総長、日銀副総裁、初代財務事務次官、主計局長）、中島義雄（Kエナジー代表取締役、財政金融研究所長、主計局次長）、佐藤謙（世界平和研究所理事長、防衛事務次官）、中山成彬（国土交通大臣、文部科学大臣、初代経済産業副大臣）、中山恭子（拉致問題担当大臣、首相補佐官〈北朝鮮による拉致問題担当〉）らがいる。1971年7月 八戸税務署長、1981年7月 熊本県企画開発部長、1983年6月 日本専売公社総務部主計課長を務める。1991年6月17日に横浜税関長に就任した際は「関税局で学んだ理論を実践で生かしたい」と会見で語っていた。1996年7月から環境庁へ幹部職で出向、環境庁官房長となる。1998年1月に企画調整局長。1999年7月27日に環境事務次官に就任。2001年1月5日に退官。同年2月1日 住宅金融公庫副総裁。2012年1月に弁護士登録し、北浜法律事務所に入所する。

## 略歴
- 1966年4月 大蔵省に入省。配属先は大臣官房財務参事官付。
- 1967年6月 名古屋国税局調査査察部。
- 1968年7月 大臣官房調査企画課。
- 1969年4月 証券局企業財務第一課企画係長[5]。
- 1971年7月 八戸税務署長。
- 1972年2月 防衛庁経理局会計課。
- 1974年7月 主計局総務課長補佐（企画担当）[6]。
- 1976年7月 主計局主計官補佐（郵政、電電係主査）。
- 1977年7月 主計局主計官補佐（地方財政第一、第二係、補助金係主査）。
- 1978年7月 主計局法規課長補佐。
- 1981年7月 熊本県企画開発部長。
- 1983年6月 日本専売公社総務部主計課長。
- 1985年6月 主計局主計企画官（調整担当）[7]。
- 1986年6月 主計局主計官（防衛予算担当）。
- 1988年6月 主計局法規課長。
- 1989年6月 関税局企画課長。
- 1990年6月 関税局総務課長。
- 1991年6月 横浜税関長。
- 1993年7月 大臣官房金融検査部長。
- 1994年7月 東京国税局長。
- 1995年5月 証券取引等監視委員会事務局長。
- 1996年7月 環境庁官房長。
- 1998年1月 環境庁企画調整局長。
- 1999年7月 環境事務次官。
- 2001年1月 退官。